# Gabby Goddard
Gabby Goddard (* 1. Oktober 2000 in Lexington (Massachusetts)) ist eine US-amerikanische Volleyballspielerin.

## Karriere
Goddard begann ihre Karriere an der Lexington High School. Von 2018 bis 2020 studierte sie zunächst an der Kentucky University und spielte in der dortigen Universitätsmannschaft. Anschließend wechselte sie zur University of San Diego. 2023 wurde die Mittelblockerin vom deutschen Bundesligisten Ladies in Black Aachen verpflichtet. In der Saison 2023/24 kamen die Ladies in Black ins Pokal-Viertelfinale gegen Allianz MTV Stuttgart. In der Bundesliga mussten sie als Tabellenletzter der Zwischenrunde erneut auf die Playoffs verzichten. Nach der Saison verließ Goddard den Verein mit noch unbekanntem Ziel.